# Miloš Radosavljević
Miloš Radosavljević (* 20. května 1988) je srbský fotbalový záložník, momentálně působící v srbském klubu FK Turbina Vreoci.